# Brzeg Szyłowa
Brzeg Szyłowa przemiennej algebry Banacha A – część wspólna wszystkich domkniętych brzegów algebry A, przy czym brzegiem przemiennej algebry Banacha A nazywa się taki podzbiór E przestrzeni Gelfanda {\displaystyle M_{A},} że
{\displaystyle \sup _{{\hat {f}}\in {\hat {A}}}{\left\vert {\hat {f}}\right\vert }=\sup _{{\hat {f}}\in E}{\left\vert {\hat {f}}\right\vert },}
gdzie {\displaystyle {\hat {f}}} jest transformatą Gelfanda elementu {\displaystyle f\in A}.
Brzeg Szyłowa algebry jest brzegiem w zdefiniowanym wyżej sensie; oznacza się go symbolem {\displaystyle \partial _{A}}.

## Przykłady
- Jeżeli K jest przestrzenią zwartą, to brzegiem Szyłowa algebry Banacha C(K) jest K (utożsamione z przestrzenią Gelfanda tej algebry; por. twierdzenie Gelfanda-Najmarka).
- Brzegiem Szyłowa algebry dyskowej jest okrąg jednostkowy na płaszczyźnie zespolonej.

## Własność
Jeśli {\displaystyle f\in A,} to {\displaystyle {\hat {f}}(\partial _{A})} zawiera brzeg zbioru {\displaystyle {\hat {f}}(M_{A})}.